# Мангакахиа, Хамиора
Хамиора Мангакахиа (маори Hāmiora Mangakāhia, 1838, п-ов Коромандел — 4 июня 1918) — общественный и политический деятель народа маори, председатель (премьер) Парламента маори (1892—1902), правозащитник (отстаивал перед белыми поселенцами Новой Зеландии право народа маори решать самостоятельно собственные вопросы, в частности, вопрос права на землю).
Получил христианское образование, однако хранил память о своей племенной генеалогии и традициях. С молодости принимал участие в спорах о праве на землю и традиционные угодья маори, которые тогда разрешались в Суде территории аборигенов (Native Land Court). Несмотря на многочисленные неудачи, он в конце концов стал опытным юристом и получал приглашения об участии в судебных спорах по земельным вопросам даже от жителей весьма удалённых от него мест. Начиная с 1891 г., выступает за ликвидацию данного суда.
Активный участник движения Котахитанга, боровшегося за преодоление племенной раздробленности, отмену законодательства, касающегося маори, и передачу данных вопросов в компетенцию маорийских комитетов, которые бы разрешали их согласно местным традициям. В 1892 г. движение учредило Парламент маори, первым председателем (премьером) которого был избран Хамиора Мангакахиа. Парламент выступил с обращением к колониальным властям с требованием отмены колониальных законов о маори и гарантий самоуправления для местного населения. После роспуска парламента в 1902 г. продолжал заниматься общественной деятельностью до самой смерти.
Его жена, Мери Те Таи Мангакахиа, также была активным общественным деятелем. В частности, она требовала от Парламента маори права для женщин избирать и быть избранными, но её требования не были приняты.